# Agdz
Agdz ou Agdez (em árabe: اڭدز; em berbere: ⴰⴳⴷⴰⵣ) é uma cidade do sul de Marrocos, situada no vale do Drá, a cerca de 65 km a sudeste de Uarzazate e 90 km a noroeste de Zagora. Faz parte da província de Zagora e da região de Drá-Tafilete (até 2015 integrava a antiga região de Souss-Massa-Drâa). Em 2004 tinha 7 951 habitantes e estimava-se que em 2010 tivesse 9 399 habitantes.
Agdz, cujo nome significa "lugar de repouso", encontra-se na antiga rota das caravanas que ligavam Marraquexe a Tombuctu. Durante muito tempo teve um papel económico importante e foi a capital da região de Mzgita do norte do vale do Drá. Depois, com as secas das décadas de 1970 e 1980 e as facilidades dos meios de transporte modernos, a cidade perdeu importância, o que obrigou uma grande parte da população a emigrar.
Dominada pelo Djebel Kissane a leste, o acesso a Agdz desde Uarzazate é feito pela estrada N9, a qual cruza o Djebel Tifernine da cordilheira do Antiatlas na portela de Tinifift (Tizi n'Tinifift), situado a 1 660 m de altitude.
O soco (mercado) semanal realiza-se à quinta-feira e ocupa principalmente a rua principal.